# 幸地朝常

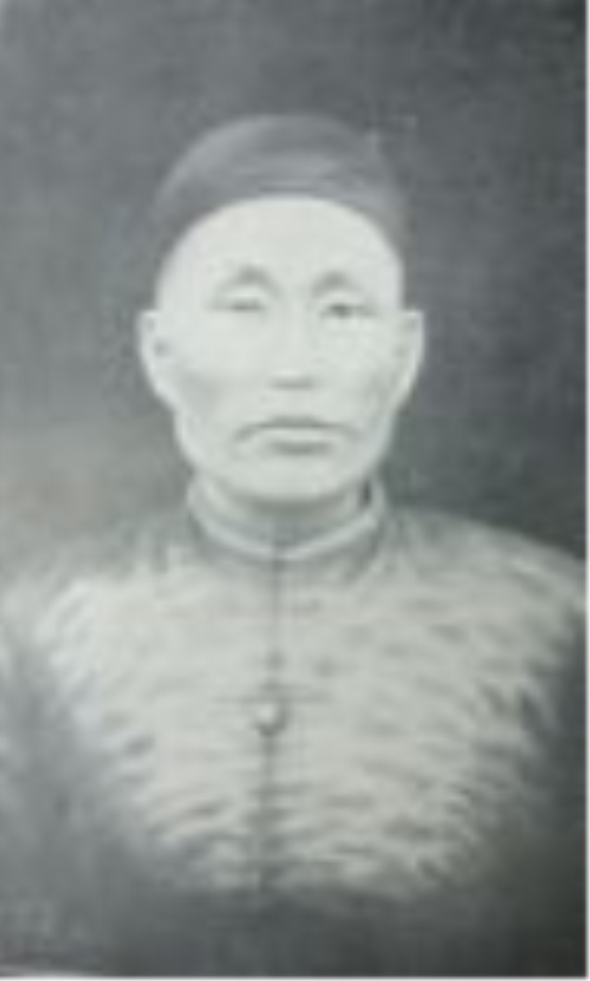
幸地朝常

幸地 朝常（こうち　ちょうじょう、道光23年/天保13年9月28日（1843年11月19日） - 光緒17年/明治24年（1891年）5月24日）は、琉球王国末期の官僚・政治家、尚育王の娘婿。向氏幸地殿内14世。唐名は向 徳宏（しょう　とくこう）、位階は親方である。
1875年（明治8年)、明治政府の琉球処分に抗議するため、池城安規、与那原良傑ととも東京にへ出向いた。1876年(明治9年）に「琉球救国、日本出兵」を清国に訴えるため、林世功（名城春傍）、蔡大鼎らと清国に密航(脱清人)。福州の柔遠駅を根処に清国各地を転々とし、87年清国に「嘆願書」を出す。しかし果せず、帰郷を拒否、清国で客死した。

## 家族
- 父
- 母

- 室 兼城翁主（尚育王の娘）

- 長男 向承徳・幸地朝瑞
- 長女 真鶴金
- 次男 向承沢・幸地朝禎
- 次女 真嘉戸樽
- 三男 松金（ハワイのマウイ島に亡命）